# Sector surponiente de Santiago

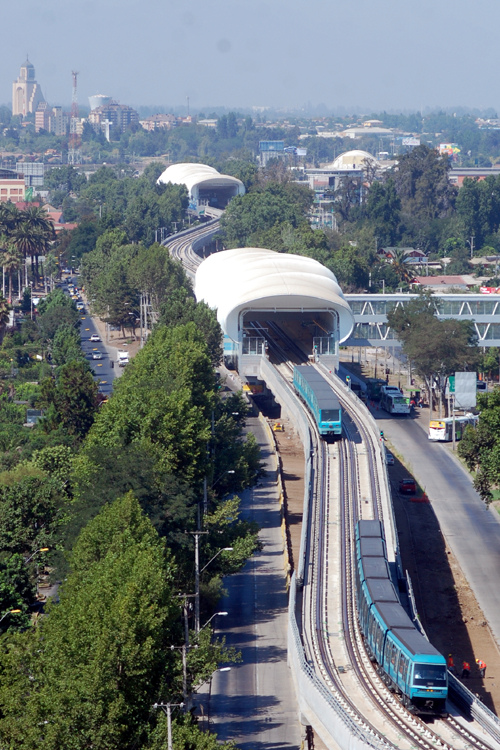
El viaducto del Metro de Santiago hacia Maipú. Bajo él se halla parte de la Ciclovía Alameda Pajaritos.

El sector surponiente de Santiago es una de las siete zonas en que es dividida la ciudad capital de Chile. Está compuesta por las comunas de Estación Central, Maipú, Cerrillos, Padre Hurtado en la conurbación del Gran Santiago, y Peñaflor, El Monte, Talagante e Isla de Maipo en su sector periurbano. Cuenta según el censo de 2017 con una población de 902.951 habitantes.

## Clasificación socioeconómica
La población de este sector es predominantemente de nivel socioeconómico "D" (bajo) con un 32,1%, aunque con una importante población de clase media que al sumar los grupos "C2" y "C3" (clase media y media baja) forman el 55,1% del sector.

## Historia

### sigloXIX

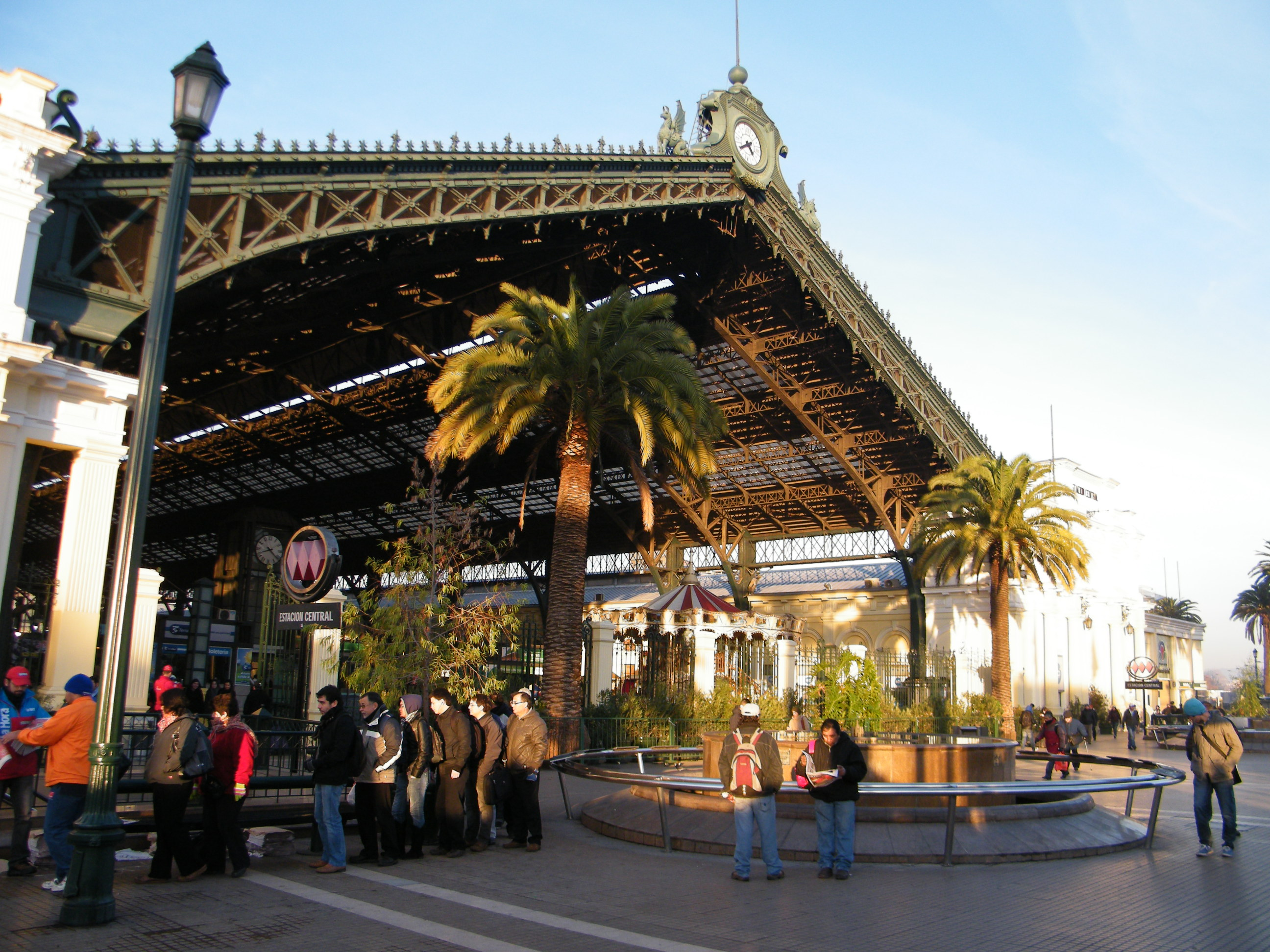
La Estación Central de Santiago, inaugurada en 1855, marca generalmente el límite del sector surponiente con Santiago Centro.

La historia del sector surponiente de Santiago está estrechamente ligada a la historia de Maipú, lugar donde se marcó un hito para la Independencia de Chile con el famoso Abrazo de Maipú entre Bernardo O'Higgins y José de San Martín acontecido en 1818. En ese lugar simplemente se levantó un campamento momentáneo que posteriormente se convertiría en un pequeño pueblo. Sólo varias décadas después la nueva Ley de Comuna Autónoma promulgada en 1891 permitió dictar el decreto de Creación de Municipalidades en el departamento de Santiago, naciendo la Municipalidad de Maipú en que abarcaba gran partes de las tierras al oeste de la ciudad, principalmente agrícolas. La nueva municipalidad englobó también a las chacras de Chuchunco (actualmente, Estación Central) y de Los Pajaritos. Así, La Municipalidad de Maipú, abarcaba las subdelegaciones rurales 9a, Chuchunco; 10a, Pajaritos; 11a, Maipú; 12a, Las Lomas; y 13a, Pudahuel, del departamento de Santiago. Con la construcción de Estación Central de Santiago, inaugurada en 1855, como parte integrante de la comuna de Santiago, por estar situado a orillas de la Alameda, que era paso obligado para la entrada a Santiago, lo que le otorgó una importancia que se ha mantenido hasta hoy.
Sólo en 1895 comenzó la creación de la Villa Maipú (conocida anteriormente como Villa Lo Espejo), la cual fue confirmada el 6 de febrero de 1897 por parte de un decreto. En 1897, se separa la subdelegación 13a, Pudahuel, que se une a la 14a, Mapocho para formar la Municipalidad de Barrancas, separándose así el sector surponiente, con el sector norponiente de Santiago.

### sigloXX

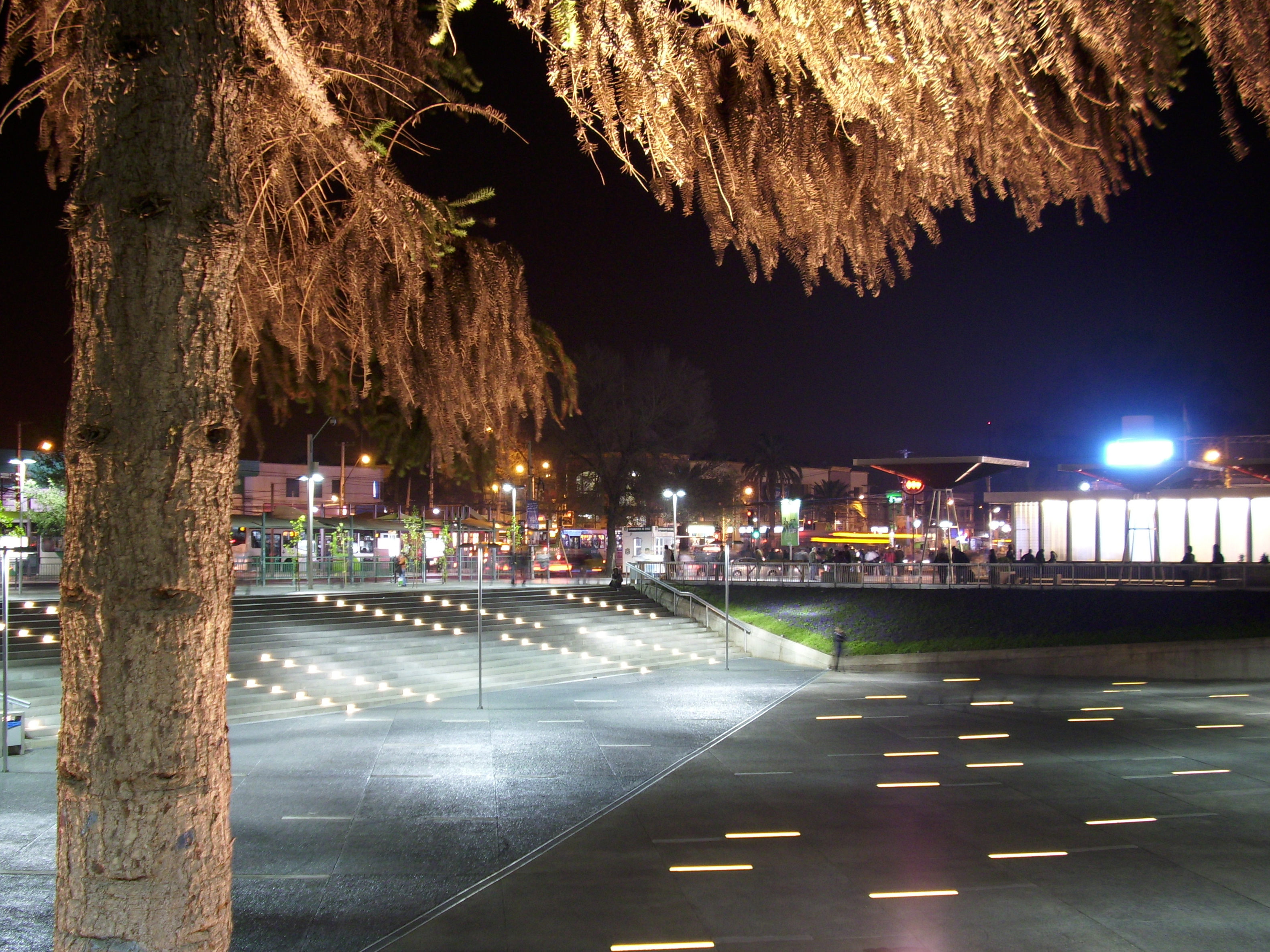
La Plaza "para un millón de ciudadanos" de Maipú, después de la remodelación impulsada en el año 2010.

A comienzos del siglo XX, Maipú no poseía más de novecientos habitantes. Sin embargo, la expansión explosiva de la ciudad de Santiago y la encrucijada de las vías hacia Valparaíso y San Antonio en que se encontraba, llevó a que la población de Maipú aumentara, dejando de lado las actividades campesinas y transformando sus terrenos agrícolas en viviendas de gente de clases baja, media y media-alta. Paralelamente, y a pesar de ser una zona ubicada en el cercana al centro de Santiago, y cerca de los centros comerciales y financieros, se fueron poblando barrios al poniente de la Estación Central de Santiago y sur de la Alameda que fueron quedando aislados por la línea del tren. En ese sector se encontraba el ex Vertedero Lo Errázuriz, con más de 42 ha cercadas, barrios que se fueron expandiendo pero que también quedaron separados de los poblados al sur de Santiago por el Zanjón de la Aguada y el Canal Ortuzano, lo que hacía dificultosa la comunicación con lugares aledaños como Lo Espejo o Cerrillos. Al estar segregado geográficamente hacia el oriente y el sur, estos barrios debieron expandirse hacia el poniente por Avenida Pajaritos y Avenida 5 de Abril.
Ya durante los años 1970, Maipú comenzó a unirse a lo que ahora es la comuna de Estación Central en el centro de Santiago como parte de la ciudad. El 4 de octubre de 1974, se inauguró oficialmente el Templo Votivo de Maipú como parte de la realización del voto original de O'Higgins, aunque sólo a fines de los años 1990 fue terminado completamente. En 1985, se transforma una antigua cancha de fútbol ubicada entre las avenidas de Los Pajaritos con 5 de Abril y se crea la Plaza Mayor de la comuna, mientras Estación Central se transforma en comuna separándose de administrativamente de Santiago. Desde ese momento, comienza una transformación de las cuadras circundantes en una zona de servicios que permiten la autonomía de Maipú dentro de la ciudad. Luego del explosivo crecimiento demográfico comenzado en los años 70, y que alcanzaría su auge durante la década de 1990 triplicando su población en 15 años, se tomó la decisión de crear nuevos centros administrativos comunales, y así en 1991 se crea la comuna de Cerrillos, donde el Presidente Patricio Aylwin nombró a Fernando Martínez Mercado como alcalde de la comuna, área donde se encontraba el Aeródromo Los Cerrillos.

### sigloXXI

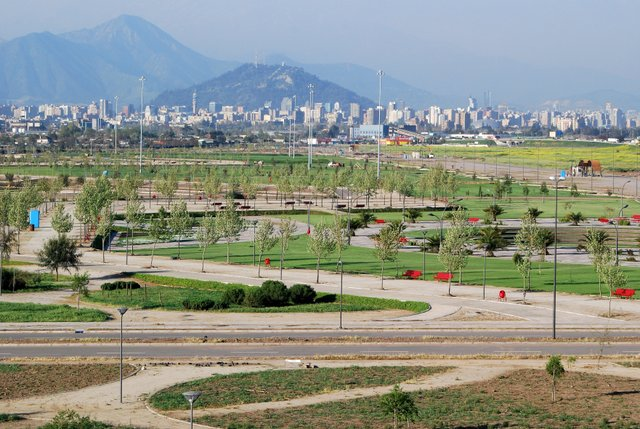
Ciudad Parque Bicentenario, obra en celebración del bicentenario de Chile.

A comienzos del siglo XXI sólo la población de Maipú llegaba a los 468.390 habitantes en 2002, convirtiéndose así en la segunda comuna más poblada del país después de Puente Alto, debido a la gran construcción de viviendas para la clase media emergente, mientras que Cerrillos se estabilizaba en 72.000 habitantes. Como parte de los grandes condominios de la zona se creó la Ciudad Satélite Maipú en el extremo surponiente de la comuna uniendo así a las zonas urbanas de Padre Hurtado, comuna de origen campesina que experimentó un proceso similar en la década de 2000, que el que Maipú experimentó en la de década de 1970, ubanizándose, aunque de forma más controlada, y formando parte del Gran Santiago. Debido al constante aumento de la población, importantes obras de infraestructura se han llevado a cabo, tales como la construcción de la Autopista Vespucio Sur, la remodelación de la Plaza de Armas de Maipú, la llegada de la línea 5 del Metro de Santiago a ella, y la construcción del mega proyecto Ciudad Parque Bicentenario en Cerrillos, tras el cierre del aeródromo y la generación de nuevos proyectos inmobiliarios. Estación Central, por su parte, mejora su conectividad vial con parte sur del centro, y el resto de la ciudad por medio de las autopistas urbanas de Santiago. Con cerca de 600.000 habitantes en 2018, se estudia la escisión territorial de Maipú en más centros comunales.

## Transporte
El sector cuenta con las siguientes estaciones del Metro de Santiago:
: Universidad de Santiago • San Alberto Hurtado • Ecuador • Las Rejas
: Las Parcelas • Monte Tabor • Del Sol • Santiago Bueras • Plaza de Maipú
: Cerrillos

## Indicadores sociodemográficos
| Comuna           | Población 1999 | Población 2008 | Censo 2013 | IDH         | Crecimiento 1999-2013 |
| ---------------- | -------------- | -------------- | ---------- | ----------- | --------------------- |
| Maipú            | 463.103        | 525.229        | 521.627    | 0,782 (20)  | 11,5%                 |
| Estación Central | 130.394        | 119.292        | 147.041    | 0,735 (60)  | 16,6%                 |
| Cerrillos        | 71.906         | 79.164         | 80.832     | 0,743 (54)  | 12,9%                 |
| El Monte         | 26.459         | 31.525         | 35.923     | 0,749 (63)  | 30,5%                 |
| Isla de Maipo    | 25.798         | 32.174         | 36.219     | 0,758 (69)  | 40,0%                 |
| Padre Hurtado    | 34.257         | 50.670         | 63.250     | 0,708 (114) | 64,2%                 |
| Peñaflor         | 66.619         | 87.741         | 90.201     | 0,922 (150) | 93,2%                 |
| Talagante        | 59.805         | 78.887         | 74.237     | 0,970 (180) | 95,4%                 |

| Leyenda                                               |
| Comunas siempre consideradas en el sector surponiente |
| Comunas a veces consideradas en el sector surponiente |

## Mapas

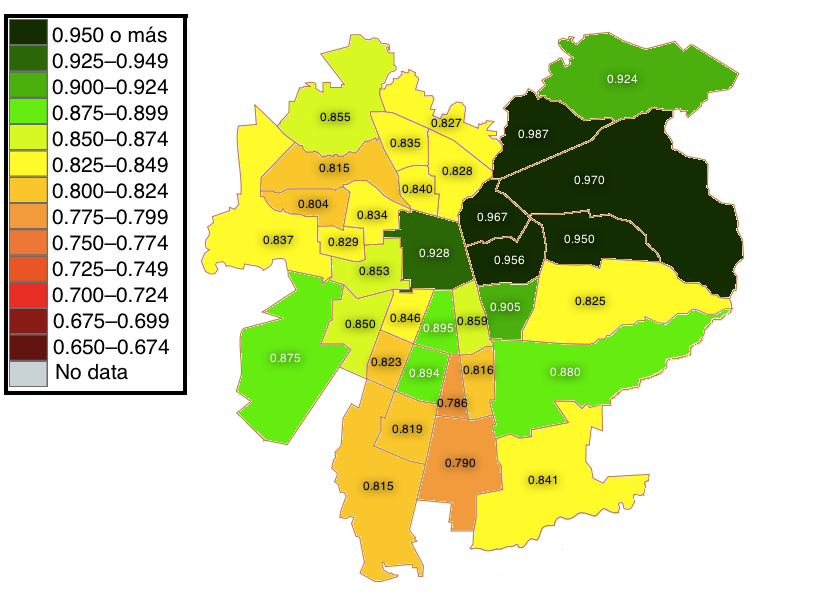
Índice de desarrollo humano de Santiago en 2017.